# جوني براون (دراج)
جوني براون (بالإنجليزية: Jonathan Brown)‏ هو دراج أمريكي، ولد في 20 أبريل 1997 في مورفريسبورو في الولايات المتحدة.

## وصلات خارجية
- جوناثان براون على موقع إحصائيات الدراجات الإحترافية (الإنجليزية)